# Новозеландски гмурец
Новозеландският гмурец (Poliocephalus rufopectus) е вид птица от семейство Podicipedidae. Видът е световно застрашен, със статут Уязвим.

## Разпространение и местообитание
Разпространен е в Нова Зеландия.